# Metaphidippus inflatus
Metaphidippus inflatus là một loài nhện trong họ Salticidae.
Loài này thuộc chi Metaphidippus. Metaphidippus inflatus được Frederick Octavius Pickard-Cambridge miêu tả năm 1901.